# Вир (острів)
Вир (хорв. Vir) — острів в Хорватії, в центральній частині Адріатичного моря. Острів розташований на північний захід від Задара. Від материкового берега Вир відокремлений вузькою протокою, через яку перекинуто автомобільний міст. На схід ще одна вузька протока відокремлює Вір від острова Паг. На захід лежить затока, названа «Вирско море», а за нею — острови Сілба та Оліб.
Площа острова — 22,38 км ², населення — 1 608 чоловік, які живуть у селищі Вир і селах Торови і Лозице. Довжина берегової лінії — 29 км, найвища точка острова 112 метрів над рівнем моря. Відстань від селища Вир до Задара — 30 кілометрів. У туристичний сезон населення острова різко зростає. Населення зайняте рибним ловом, сільським господарством, туристичним обслуговуванням.
Назва острова походить від слова «ueru» вимерлої далматинської мови, що означає «пасовище».

## Галерея

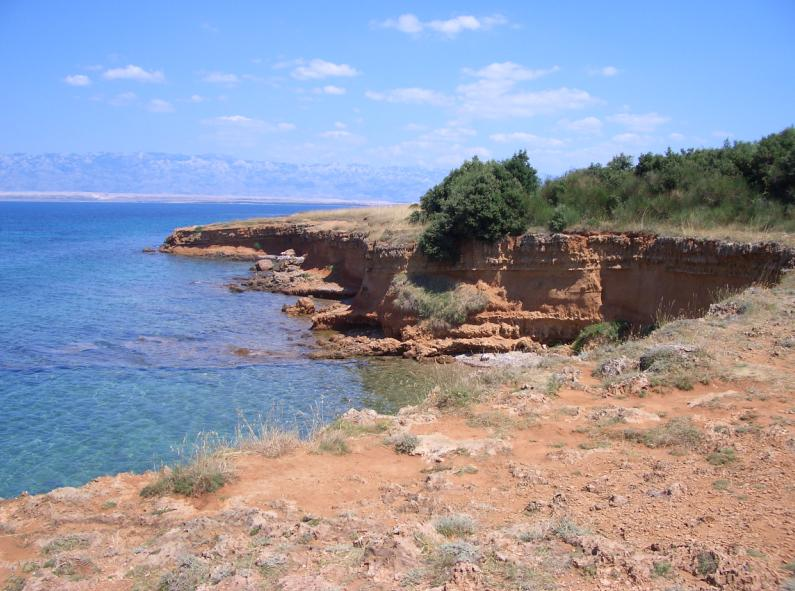
о. Вир, Червоні камені
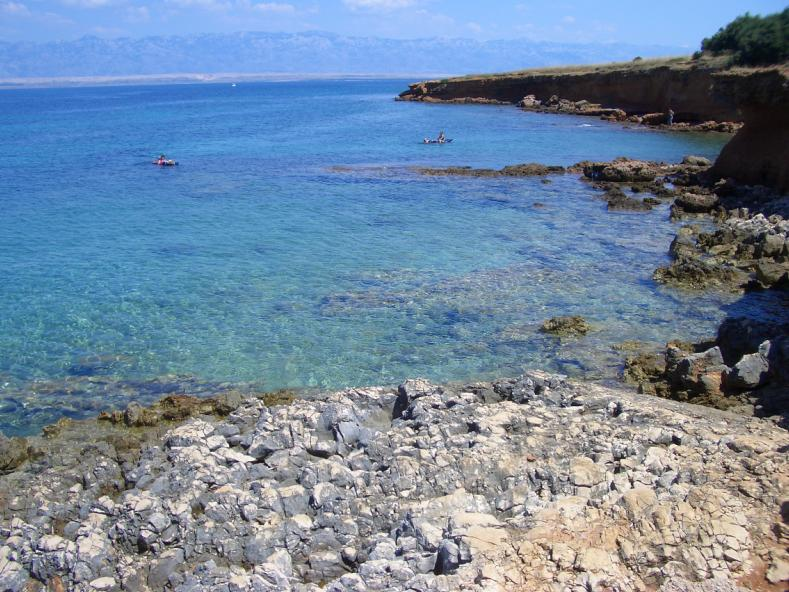
о. Вир, Червоні камені-2
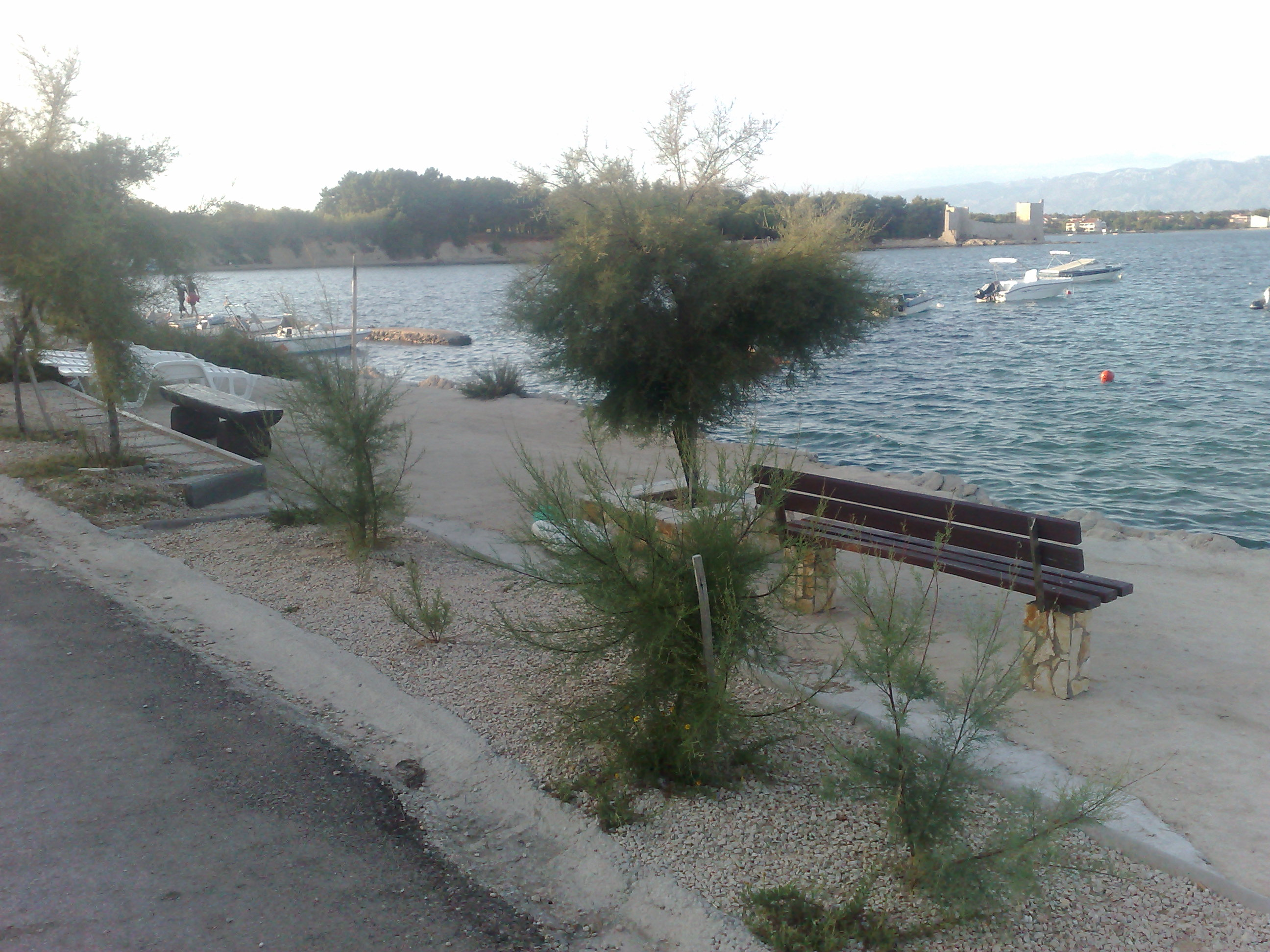
Затока Вир
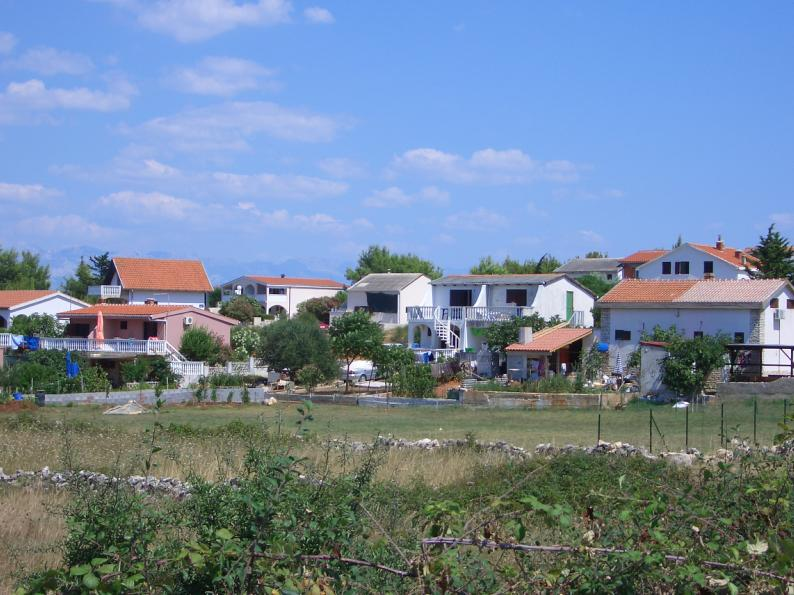
Характерна забудова о. Вир